# أمير زكي
أمير زكي (بالإنجليزية: Amir Zaki)‏ هو مصور وفنان أمريكي، ولد في 27 أغسطس 1974 في بيومونت في الولايات المتحدة.